# Libytheana fulvescens
Libytheana fulvescens — вид денних метеликів родини сонцевиків (Nymphalidae).

## Поширення
Ендемік острова Домініка з групи Малих Антильських островів. Мешкає в сухих прибережних лісах і чагарниках.

## Спосіб життя
Імаго трапляються в різні пори року, хоча частіше восени, ніж навесні. Личинки живляться листям дерева Celtis iguanaea.